# Billy Corgan
William Patrick Corgan, detto Billy (Chicago, 17 marzo 1967), è un cantautore, musicista e imprenditore statunitense, noto principalmente per essere il frontman del gruppo musicale degli Smashing Pumpkins.
Corgan ha anche degli interessi nel mondo del wrestling professionistico, essendo il presidente della National Wrestling Alliance dal 2017.

## Biografia

### Un'infanzia travagliata
Il suo nome è composto dal nome di suo padre, William, e dal nome del santo ricordato nel giorno della sua nascita, Patrick, così caro agli irlandesi. I genitori, William e Martha, avevano entrambi 19 anni quando nacque Billy. Il padre, musicista blues, e la madre, assistente di volo, divorziarono dopo due anni dalla nascita di Corgan e dopo aver dato alla luce un altro bambino, Ricky.
I due fratellini si trovarono così a vivere con diversi parenti, prima furono affidati per un anno alla nonna materna, poi alla nonna paterna per un altro anno. In seguito tornarono a vivere col padre, che nel frattempo si era risposato con Penelope, dalla quale ebbe un figlio, Jesse, affetto dalla sindrome di Tourette (a lui è dedicata la canzone Spaceboy dell'album Siamese Dream). Anche questo matrimonio andò in fumo dopo poco tempo; successivamente Penelope si risposò con un tale Anderson, dalla cui relazione nacque Andrew. Corgan andò a vivere con i fratelli e Penelope.

### La scoperta della musica
Nonostante il padre fosse un musicista, Corgan non fu mai incoraggiato a suonare. Tuttavia, all'età di 14 anni, un giorno si trovava a casa di un amico, quando gli fu mostrata una chitarra "Flying V" Michael Schenker. La provò e rimase affascinato da questo strumento "che faceva un gran rumore". All'epoca faceva le consegne per una pizzeria e lavorava in un negozio di dischi usati; imparò a suonare la chitarra da solo, nel tempo libero; pur essendo mancino, suonò  la chitarra impugnandola come un normale musicista destrorso (cioè come la maggior parte dei mancini che suonano la chitarra). Dalla sua passione per la musica nacquero nel 1985 gli Hexen e poi, nel 1986, The Marked (tale nome trae origine dalle voglie sulla pelle che hanno sia Corgan sia il batterista del gruppo); con questa band provò a saggiare l'ambiente di Chicago prima e di St. Petersburg poi dove la band si trasferì in un secondo momento. I Marked non riscossero però grande successo, quindi Corgan, rimasto senza soldi, tornò a Chicago e andò a vivere col padre.

### Gli Smashing Pumpkins
A Chicago Corgan fece la conoscenza di James Iha, che al tempo suonava la chitarra negli Snake Train e studiava arti grafiche alla Loyola University di Chicago e che rimase colpito dalle canzoni di Corgan. I due cominciarono a collaborare, sulla base della comune passione per la musica dei Led Zeppelin e Black Sabbath: nacquero così gli Smashing Pumpkins ai quali si aggiunse successivamente la bassista D'arcy Wretzky. I tre esordirono all'Avalon Nightclub il 10 agosto 1988, supportati da una drum machine. Dopo lo show, Joe Shanahan, proprietario del Cabaret Metro, offrì ai Pumpkins la possibilità di suonare nel suo locale, a patto che sostituissero la drum machine con un batterista in carne e ossa.
Corgan non si fece sfuggire l'occasione e contattò il batterista Jimmy Chamberlin, musicista già attivo nel circuito jazzistico di Chicago. Il 23 novembre 1988 vide il debutto dei Pumpkins al completo, con Jimmy Chamberlin alla batteria, presso il club Metro di Chicago, come spalla dei Jane's Addiction.
Tra il 1990 e il 1994 Corgan coltivò parallelamente il progetto della band Starchildren.
Il 16 gennaio 1996, giorno in cui venne celebrato l'inserimento dei Pink Floyd nella Rock and Roll Hall of Fame, David Gilmour e Richard Wright, due dei tre membri del gruppo, (il terzo, Nick Mason, era tra il pubblico), eseguirono la celebre Wish You Were Here insieme a Corgan, che li accompagnò a ritmo di chitarra.

### Il post-Pumpkins
Dopo tredici anni e sei album in studio all'attivo, il 2 dicembre 2000 i Pumpkins si separarono.
Nel 2001 uscì l'ultimo album della band, Machina II/The Friends and Enemies of Modern Music. I Pumpkins, ormai in rotta con la casa discografica, incisero l'album su 25 dischi in vinile e lo distribuirono gratuitamente via internet. Nello stesso anno accompagnò i New Order come secondo chitarrista per tutta la tournée
Sempre nel 2001 Corgan fondò gli Zwan, insieme a Jimmy Chamberlin, i chitarristi Matt Sweeney e David Pajo, e l'ex bassista degli A Perfect Circle, Paz Lenchantin. Nel 2003 uscì l'album Mary Star of the Sea; poco più tardi (15 settembre 2003) Corgan annunciò lo scioglimento del gruppo.
Corgan iniziò così a pensare ad una carriera da solista. Il 19 aprile 2004 suonò al Metro 12 canzoni acustiche, mentre il 21 giugno 2005 uscì TheFutureEmbrace, il suo primo album solista, preceduto da un tour promozionale. Intanto, nel 2002, recitò in un cameo nel film Spun.

### Il ritorno dei Pumpkins
Lo stesso giorno dell'uscita dell'album Corgan annunciò, dalle pagine dei quotidiani Chicago Tribune e Chicago Sun-Times, di voler riunire gli Smashing Pumpkins. Pochi giorni dopo Jimmy Chamberlin accettò l'offerta, mentre D'Arcy e James non furono coinvolti nel nuovo progetto. Nel 2006 iniziarono le registrazioni del nuovo album dei Pumpkins, Zeitgeist, che fu pubblicato nel luglio 2007.
All'inizio del 2009 Chamberlin lasciò nuovamente la band; Corgan, dopo aver suonato in estate con il super-gruppo degli Spirits in the Sky in alcuni show in memoria del suo vecchio amico Sky Saxon, ha dichiarato di voler far uscire un album di nuovo tipo, composto da 44 canzoni da pubblicare gratuitamente, una ad una, su Internet. La lavorazione in studio per il progetto, chiamato Teargarden by Kaleidyscope, è iniziata a settembre 2009; nel frattempo, Corgan si è esibito anche con un'altra band, i Backwards Clocks Society, in una data unica, il 9 novembre.
Nel 2018 avviene la reunion di tre-quarti della band originale, con il ritorno di James e di Jimmy, oltre alla conferma di Jeff Schroeder come quarto membro. Assente invece D'arcy, non senza polemiche relative alla sua esclusione. Nello stesso anno la band pubblica Shiny and Oh So Bright, Vol. 1 / LP: No Past. No Future. No Sun., mentre nel 2020 esce Cyr, che rappresenta il secondo volume della serie Shiny and Oh So Bright.
In parallelo ai progetti con i Pumpkins, Corgan ha continuato la sua carriera da solista, rilasciando nel 2017 Ogilala e nel 2019 Cotillions.

## Vita privata
Billy Corgan è diventato padre di Augustus Juppiter (2015) e di Philomena Clementine (2018), avuti dalla compagna Chloe Mendel.
Nel 2016 fa discutere una sua intervista con il conduttore radiofonico Alex Jones in cui critica i Social justice warrior paragonandoli ai maoisti e al Ku Klux Klan.

## Wrestling

### Total Nonstop Action
Nell'aprile 2015 fu annunciato come nuovo Senior Producer of Creative and Talent Development per la Total Nonstop Action Wrestling (TNA) e dove il ruolo a lui designato era "sviluppare personaggi e creare storyline".
Nell'agosto del 2016 Corgan diventa presidente della Impact Ventures (la società responsabile della TNA Wrestling) e nell'autunno dello stesso anno ha citato la TNA di insolvenze nei suoi confronti. Causa però da lui persa e da cui ne ha solo potuto recuperare i soldi investiti con i relativi interessi.
Corgan lascia la TNA nei primi giorni del novembre 2016.

### National Wrestling Alliance
Il 2 maggio 2017 la National Wrestling Alliance (NWA) ha scritto tramite Twitter di essere stata acquistata da Billy Corgan e la stessa notizia è stata diffusa anche su Facebook.

## Discografia

### Da solista
- 2005 – Walking Shade / First Day (video con Timo Maas)
- 2005 – TheFutureEmbrace
- 2005 – Walking Shade
- 2014 – AEGEA
- 2016 – Siddartha (boxset)
- 2017 – Ogilala (come WPC - William Patrick Corgan)
- 2017 – The Spaniards (singolo) (come WPC - William Patrick Corgan)
- 2017 – Aeronaut (singolo) (come WPC - William Patrick Corgan)
- 2019 – Cotillions (come WPC - William Patrick Corgan)

### Con gli Smashing Pumpkins
- 1991 – Gish
- 1991 – Lull (EP)
- 1992 – Peel Sessions (EP)
- 1993 – Siamese Dream
- 1995 – Mellon Collie and the Infinite Sadness
- 1996 – 1979 Mixes (EP)
- 1997 – The End Is the Beginning Is the End (The Remixes) (EP)
- 1998 – Live at Cabaret Metro 10-5-88 (EP)
- 1998 – Adore
- 2000 – Machina/The Machines of God
- 2001 – Machina II/The Friends and Enemies of Modern Music
- 2007 – Zeitgeist
- 2008 – American Gothic (EP)
- 2010 – Teargarden by Kaleidyscope Vol. 1: Songs for a Sailor (EP)
- 2010 – Teargarden by Kaleidyscope Vol. 2: The Solstice Bare (EP)
- 2012 – Oceania
- 2014 – Monuments to an Elegy
- 2018 – Shiny and Oh So Bright, Vol. 1 / LP: No Past. No Future. No Sun.
- 2020 – Cyr
- 2022 – Atum: A Rock Opera in Three Acts

### Con gli Zwan
- 2002 – Honestly (singolo)
- 2003 – Mary Star Of The Sea
- 2003 – Lyric (singolo)

### Con gli Starchildren
- 1994 – Delusions Of Candor (Flight Of The Eagle) / Chante Des Chansons Sur Les Filles! (Songs About Girls) (split con i Catherine)
- 1995 – Artisti Vari – A Means to an End: The Music of Joy Division (album tributo ai Joy Division) (presenti con il brano Isolation)

### Altri
- 1996 – James Horner – Ransom (Original Soundtrack) (presente con i brani Rats, Worms, Spiders, Lizards, Worms Part 2, Squirrels With Tails)
- 1999 – Artisti Vari – Stigmata (Music From The MGM Motion Picture Soundtrack) (autore della colonna sonora originale dell'omonimo film insieme a Mike Garson)
- 1999 – Enuff Z'nuff – 10 (chitarra addizionale)
- 2011 – Glen Campbell – Ghost On The Canvas (chitarra)
- 2011 – Fancy Space People – Fancy Space People (EP) (chitarra)
- 2014 – Sierra Swan – Good Soldier (chitarra e tastiere)

### Partecipazioni
- 1996 – Artisti Vari – Smell The Fuzz (Guitars That Rule The World Vol. 2 - The Superstar Guitar Album) (presente con il brano Ascendo)
- 2000 – Artisti Vari – 99X Live X 6 Walk Unafraid (presente con il brano Age Of Innocence)
- 2005 – Artisti Vari – Red Room Volume 04 (presente con il brano Tilt)
- 2009 – Artisti Vari – California 66 Tour edition (presente con il brano Freedom (Live))
- 2010 – Artisti Vari – Metro: The Official Bootleg Series, Volume 1 (presente con il brano Reminiscences insieme a James Lowe, Mark Weitz e Mark Tulin)

### Collaborazioni
- 1994 – Medicine – Time Baby 3 (remix del brano She Knows Everything)
- 1997 – David Bowie – 50th Birthday Bash (voce nei brani All The Young Dudes e The Jean Genie)
- 1997 – Ric Ocasek – Troublizing (voce, chitarra, tastiere nei brani Crashland Consequence, Situation, People We Know e Asia Minor)
- 1997 – Ric Ocasek – The Next Right Moment (singolo) (chitarra nel brano The Next Right Moment)
- 1998 – Lenny Kravitz – I Belong To You (singolo) (remix del brano If You Can't Say No)
- 1998 – Shudder To Think – Music From The Motion Picture First Love, Last Rites (voce nel brano When I Was Born, I Was Bored)
- 1999 – Cheap Trick – Music for Hangovers (voce e chitarra nel brano Mandocello)
- 1999 – Enuff Z'nuff – Paraphernalia (chitarra nel brano Everything Works If You Let It)
- 1999 – Depeche Mode – KROQ Almost Acoustic Christmas Festival (voce e chitarra nel brano Never Let Me Down Again)
- 2000 – Iommi – Iommi (voce e chitarra nel brano Black Oblivion)
- 2001 – New Order – Get Ready (voce nel brano Turn My Way)
- 2002 – Artisti Vari – 24 Hour Party People (chitarra nel brano New Dawn Fades con i New Order, John Frusciante e Moby)
- 2002 – Marianne Faithfull – I'm Into Something Good (singolo) (chitarra, nel brano I'm Into Something Good)
- 2002 – Marianne Faithfull – Kissin Time (chitarra, basso, tastiere e cori nei brani I'm On Fire, Wherever I Go, Something Good)
- 2003 – Artisti Vari – Alternative Moments II (chitarra nel brano Turn My Way dei New Order)
- 2004 – Atmo.Brtschitsch – Change Your Life (voce nel brano Rockstar)
- 2004 – Blindside – About a Burning Fire (chitarra nel branoHooray, It's L.A.)
- 2004 – Breaking Benjamin – We Are Not Alone (chitarra e testi nel branoForget It, testi nei brani Follow e Rain )
- 2005 – Jimmy Chamberlin Complex – Life Begins Again (voce nel brano Loki Cat)
- 2007 – Scorpions – Humanity: Hour I (voce nel brano The Cross)
- 2007 – Artisti Vari – Visionaire No. 53: Sound (piano nel brano Sunset Marquis di Courtney Love)
- 2010 – Ray Davies – See My Friends (voce e chitarra nel brano All Day And All Of The Night / Destroyer)
- 2014 – The Veronicas – The Veronicas (chitarra nel brano Did You Miss Me (I'm A Veronica))
- 2019 – Cherie Currie – Blvds Of Splendor (chitarra, basso e cori nel brano Blvds Of Splendor)
- 2020 – Phantogram – Ceremony (chitarra solista nel brano Love Me Now)